# Грішин Іван Трифонович
Іван Трифонович Грішин (1919—1944) — капітан Робітничо-селянської Червоної армії, учасник Другої світової війни, Герой Радянського Союзу (1945).

## Біографія
Іван Грішин народився в 1919 році в селі Новомиколаївка (нині — Іванівський район Херсонської області України) в сім'ї селянина. Закінчив шість класів школи, працював у колгоспі. У 1941 році закінчив Уфимське військове піхотне училище. З червня того року — на фронтах Другої світової війни. До листопада 1944 року капітан Іван Грішин був заступником командира батальйону 78-го стрілецького полку 74-ї стрілецької дивізії 57-ї армії 3-го Українського фронту. Відзначився під час визволення Югославії.
11 листопада 1944 року Грішин першим у своєму полку з групою бійців переправився через Дунай в районі міста Апатин і захопив плацдарм на правому березі річки. Дії групи сприяли успіху переправи всього батальйону. У боях на плацдармі отримав поранення, але поля бою не покинув, продовжуючи керувати групою. Після бою евакуйований в медсанбат, де він помер 15 листопада 1944 року. Похований у місті Апатин.
Указом Президії Верховної Ради СРСР від 24 березня 1945 року за зразкове виконання бойових завдань командування і проявлені мужність і героїзм у боях з німецькими загарбниками» капітан Іван Грішин посмертно удостоєний високого звання Героя Радянського Союзу. Також нагороджений орденами Леніна, Вітчизняної війни першого ступеня і Червоної Зірки.

## Нагороди
- Медаль «Золота Зірка» Героя Радянського Союзу (24.03.1945), посмертно[3][4].
- Орден Леніна.
- Орден Червоної Зірки (04.08.1943)[5].
- Орден Вітчизняної війни першого ступеня (31.12.1944), посмертно[2].